# Valtatie 27
Pour les articles homonymes, voir Route nationale 27.
La route nationale 27 (en finnois : Valtatie 27, en suédois : Riksväg 27) est une route nationale de Finlande menant de Kalajoki à Iisalmi.
Elle mesure 203 kilomètres de long.

## Trajet
La route nationale 27 traverse les municipalités suivantes :
Kalajoki – Alavieska – Ylivieska – Nivala – Haapajärvi – Pyhäjärvi – Kiuruvesi – Iisalmi.